# Lene Byberg
Lene Byberg, née le 25 novembre 1982 à Stavanger, est une coureuse cycliste norvégienne en VTT cross-country, active des années 2000 aux années 2010.

## Palmarès en VTT

### Championnat du monde de VTT
- 2009 Canberra
  -  Médaillée d'argent de cross-country

### Coupe du monde
Coupe du monde de cross-country 
- 2005 : 7e du classement général
- 2006 : 7e du classement général
- 2007 : 15e du classement général
- 2008 : 6e du classement général
- 2009 : 2e du classement général, vainqueur d'une manche

### Championnats d'Europe de VTT
- 2007 : 8e du cross-country
- 2010 : 6e du cross-country
- 2011 : 11e du cross-country

### Championnats nationaux
- 2001
  - 3e du championnat de Norvège de cross-country
- 2002
  - 3e du championnat de Norvège de cross-country
- 2003
  - 2e du championnat de Norvège de cross-country
- 2005
  -  Championne de Norvège de cross-country marathon
  - 2e du championnat de Norvège de cross-country
- 2006
  -  Championne de Norvège de cross-country
  -  Championne de Norvège de cross-country marathon
- 2007
  -  Championne de Norvège de cross-country
- 2010
  -  Championne de Norvège de cross-country
- 2012
  - 2e du championnat de Norvège de cross-country
- 2013
  - 2e du championnat de Norvège de cross-country
- 2014
  - 2e du championnat de Norvège de cross-country

## Palmarès sur route
- 2003
  - 3e du championnat de Norvège sur route
- 2004
  -  Championne de Norvège de critérium
  - 3e du championnat de Norvège sur route
- 2010
  - 2e du championnat de Norvège sur route